# Saint-Symphorien (Deux-Sèvres)
Saint-Symphorien é uma comuna francesa na região administrativa da Nova Aquitânia, no departamento de Deux-Sèvres. Estende-se por uma área de 19,01 km². Em 2010 a comuna tinha 1 998 habitantes (densidade: 105,1 hab./km²).